# WSE Trophy
La WSE Trophy è una competizione europea di hockey su pista, la terza per ordine di importanza dopo la WSE Champions League e la Coppa WSE; è stata istituita nel 2024 ed è riservata alle squadre di club; ogni federazione nazionale ha la facoltà di iscrivere le società tra quelle non qualificate alle due citate competizioni.

## Formula del torneo

### Criteri di qualificazione
Alla competizione partecipano:
- Francia: 2 club del Nationale 1;
- Germania: 3 club della Rollhockey-Bundesliga;
- Italia: 1 club della Serie A1;
- Spagna: 1 club dell'OK Liga;
- Inghilterra: 3 club della Roller Hockey Premier League.

### Formula
Il torneo prevede la disputa di un turno di qualificazione e dei quarti di finale con la formula dell'eliminazione diretta tramite partite di andata e ritorno; le vincenti dei quarti di finale giocheranno le final four per l'assegnazione del torneo.

## Albo d'oro e statistiche

### Albo d'oro
| Stagione       | Data     | Nazionalità della squadra vincitrice | Vincitore (numero vittorie) | Finalista perdente | Risultato | Sede della finale |
| -------------- | -------- | ------------------------------------ | --------------------------- | ------------------ | --------- | ----------------- |
| 2024-2025 (1ª) | 6 aprile | Spagna                               | PAS Alcoy                   | Coutras            | 4-2       | Follonica         |

### Edizioni vinte e secondi posti per squadra
| Squadra   | Vittorie | Secondi posti | Anni vittorie | Anni secondi posti |
| --------- | -------- | ------------- | ------------- | ------------------ |
| PAS Alcoy | 1        | 0             | 2025          |                    |
| Coutras   | 0        | 1             |               | 2025               |

### Edizioni vinte e secondi posti per nazione
| Nazione | Vittorie | Secondi posti | Squadre vincitrici | Secondi posti |
| ------- | -------- | ------------- | ------------------ | ------------- |
| Spagna  | 1        | 0             | PAS Alcoy (1)      |               |
| Francia | 0        | 1             |                    | Coutras (1)   |

### Titolo più recente
- PAS Alcoy: 2025

### Sedi delle final four per nazione
| Nazione | Numero finali | Stadi e anni                   |
| ------- | ------------- | ------------------------------ |
| Italia  | 1             | Follonica - Pista Armeni: 2025 |